# ليونيداس بابازوغلو
ليونيداس بابازوغلو (باليونانية: Λεωνίδας Παπάζογλου)‏ Leonidas Papazoglou (1872 – 1918) مصور فوتوغرافي يوناني من مدينة مقدونيا، عاش في أواخر القون التاسع عشر وأوائل القرن العشرين.
درس التصوير في إسطنبول، وعاد إلى مدينته حيث فتح أول ستوديو تصوير هناك. وكان أبرز المصورين الفوتوغرافيين في المدينة منذ انتشار التصوير.
مات بابازوغلو في 1918 عن عمر 46 عاما، مصابا بوباء الإنفلونزا الإسبانية التي اجتاحت مقدونيا حينذاك.